# Hohokam
Hohokam es el nombre  que se ha dado a una de las áreas culturales arqueológicas de la antigua Oasisamérica. Algunas variantes en la escritura de esta palabra son hohoan, hobokam, huhugam y huhukam. En la década de 2000 se establecieron los criterios para la diferenciación de esta cultura amerindia con respecto a otras de la región oasisamericana, sobre todo con base en los trabajos de Harold S. Gladwin. A él se debe el nombre con que conocemos el área cultural en cuestión, que proviene del pápago y significa los que se fueron. La cultura hohokam está relacionada con un conjunto de sitios arqueológicos del bajo valle del río Gila y otras partes del desierto de Sonora.

## Rasgos principales de la cultura hohokam

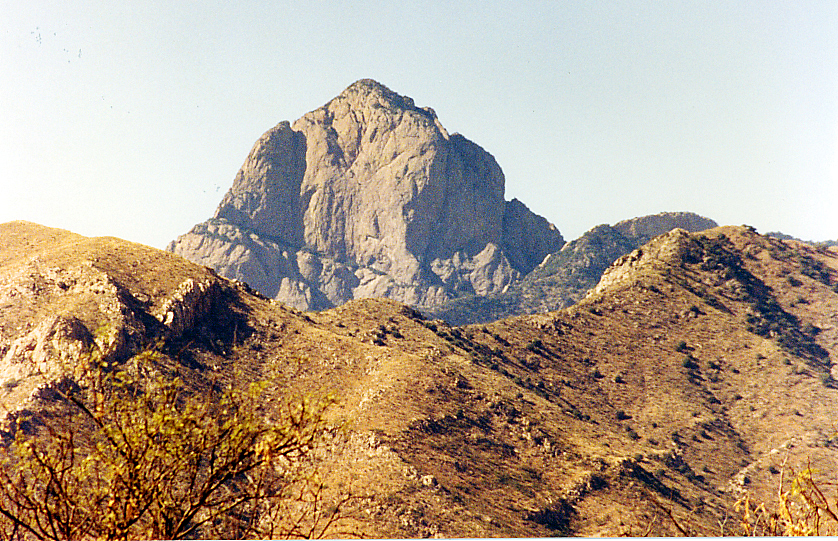
Formación rocosa en el desierto de Sonora (Arizona).

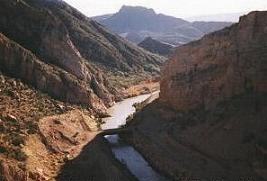
El río Gila fue el principal recurso que permitió el desarrollo de la cultura hohokam en el desierto de Sonora.

La tradición "hohokam" se desarrolló en los cursos bajos de los ríos Gila y Salado, abarcando el sur del desierto de Sonora, en partes del territorio de los estados de Arizona (Estados Unidos), Sonora y Chihuahua (México). Mucho antes de que cristalizara propiamente la cultura hohokam,  y sin que esté clara la filiación étnica entre ambos pueblos, un grupo que tempranamente ocupó el mismo territorio en el desierto de Sonora practicó la irrigación, ya en el periodo que media entre los SS. IX y V AC. Más tarde los hohokam construyeron una amplia red de canales, aún careciendo de maquinaria y de animales de tiro; lo que les permitió un considerable desarrollo agrícola. Sabemos que los hohokam cultivaron variedades de algodón, tabaco, maguey, maíz, frijoles y pitahayas, además de recolectar otras plantas nativas del desierto sonorense; todo ello lo complementaban con la caza. La práctica de la agricultura basada en un sistema de riego, vital en un ambiente natural hostil, les permitió el ejercicio de otras actividades, específicamente la guerra. 
Los hohokam mantuvieron contactos comerciales con Mesoamérica, a la que exportaban turquesa —mineral muy apreciado por las culturas de esta última región—. Testimonio de lo anterior es la presencia de paletas de estilo hohokam para la preparación de pigmentos en el área de Guerrero; o bien, la presencia de algunos elementos de las culturas mesoamericanas, como la práctica del juego de pelota, las plataformas escalonadas y algunos elementos de iconográficos mesoamericanos que se han encontrado en la cerámica hohokam. hh
Los asentamientos de los pueblos hohokam eran del tipo ranchería, y se localizaban cerca de las tierras de labor. Estos núcleos de población estaban compuestos por varios edificios cercanamente agrupados. Cada una de las casas de los asentamientos era construida en un pozo de mediana profundidad, y en general no poseían más de una estancia —excepto en el último período de la secuencia cronológica de la cultura hohokam—. El sitio arqueológico más conocido de esta cultura es Snaketown (Arizona).
Entre sus prácticas culturales más representativas se encuentra la cremación de los muertos, cuyas cenizas eran depositadas en sepulturas y, en algunos casos, en recipientes de cerámica. Los huesos de los muertos y las urnas de cenizas eran acompañados por ofrendas a las divinidades de la muerte, entre las que se incluían joyas y piezas de alfarería. La cerámica hohokam se distingue por el empleo de una arcilla fina que es propia de la región, que se mezclaba con ciertos minerales. La decoración más característica era de motivos rojos que se obtenían mediante la aplicación de óxido de hierro como pigmento. Predominan los motivos geométricos, aunque algunos de ellos son en realidad representaciones de animales propios de la fauna local

## Secuencia arqueológica de la cultura hohokam

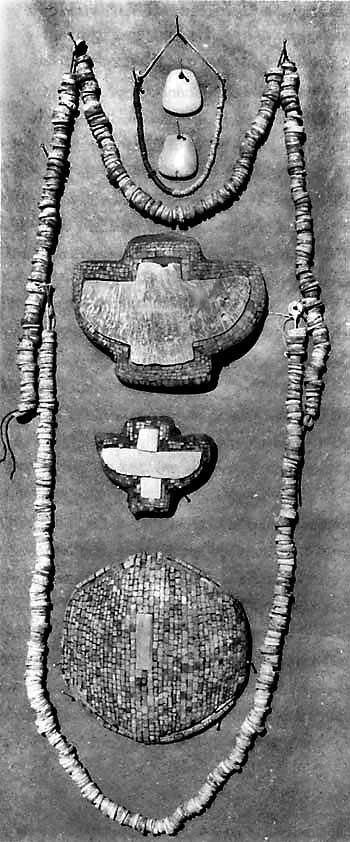
Mosaico de turquesa hohokam.

La siguiente secuencia arqueológica se aplica especialmente para el área nuclear hohokam, que comprende la meseta del Gila-Salado, cerca de Phoenix (Arizona). Fuera de esta región, es necesario tener en cuenta ciertos desfasamientos ocasionados por el contacto entre los hohokam y pueblos anasazi, mogollón y patayanos. 

### Período Pionero (siglos II-VIIId.C.)
Los primeros hohokam vivían como agricultores en pequeña escala de maíz y frijol, y se ubicaban en el curso medio del río Gila. Los asentamientos se localizaban cerca de las tierras propias para la agricultura, con acceso fácil a los recursos hídricos con propósitos de irrigación. Los hohokam construyeron pozos de una profundidad casi siempre menor a tres metros, de los que obtenían agua para consumo doméstico. Las habitaciones hohokam en este período fueron construidas con ramas torcidas y su planta era semicircular. Las enramadas eran recubiertas con pequeños trozos de madera, cañas y lodo.
La actividad agrícola tuvo un período de crecimiento entre los siglos IV y VI de nuestra era, época en que los hohokam incorporaron a su repertorio de cultivos otras plantas que probablemente hayan conocido por medio de sus contactos con Mesoamérica y el área Mogollón. Estos nuevos cultivos incluían el algodón y el frijol tépari. Se posee evidencia de que practicaban el comercio con los pueblos del golfo de California (patayanos). Las semillas y los granos para el consumo humano eran procesados mediante el empleo de metates y otros artefactos líticos. En el período Pionero, la cerámica hohokam carecía de adornos y era empleada con propósitos de almacenamiento, cocina y como urnas funerarias. Entre los artefactos producidos con fines rituales se encuentran incensarios antropomorfos y figurillas con forma humana.

### Período Colonial (siglos VIII-X)
El período Colonial se caracteriza por una expansión de la sociedad hohokam. Los asentamientos aumentaron de tamaño, y se tienen indicios de estratificación social, como la construcción de casas-habitación de gran tamaño y ofrendas cada vez más grandes y elaboradas a las divinidades de la muerte. La influencia mesoamericana tiende a incrementarse, en este período que coincide con el declive de Teotihuacán y los últimos años del Clásico mesoamericano. En los poblados más grandes se construyeron las primeras canchas para la práctica del juego de pelota, ritual importado de las culturas mesoamericanas. La cerámica hohokam incorpora la decoración con pigmentos de hierro, que producen la característica combinación rojo sobre bayo.

## Período Sedentario (siglos X-XII)
Durante el período Sedentario, se incrementó la población de los asentamientos hohokam, lo que ocasionó a su vez varios cambios en la estructura social y la cultura de estos pueblos. Los canales de riego y otras construcciones debieron ser ampliadas, lo que a su vez requirió de mayor inversión de trabajo en su mantenimiento. La ampliación del sistema de canales en el valle del Gila tuvo como consecuencia el crecimiento de la superficie cultivable. Las habitaciones típicas de los poblados hohokam, construidas en pozos circulares, ya no se construían con bahareque, sino con adobe de caliche. Los poblados-ranchería crecieron alrededor de núcleos de tierra de cultivo de propiedad común, lo que revela un incremento de las actividades económicas comunitarias. En la preparación de los alimentos, los hohokam incorporaron en este período el empleo de hornos de tierra para cocinar pan y carne.
La artesanía de los hohokam se refinó en este período, dando lugar a una tradición artística muy particular de estos pueblos. Alrededor del siglo XI los hohokam descubrieron la técnica de aguafuerte. Los artesanos producían joyas con conchas de moluscos, piedras y hueso, y produjeron en el período Sedentario las primeras tallas en piedra de esta cultura. También los textiles de algodón tuvieron en el Sedentario una época de gran desarrollo. Todo lo anterior parece haber sido resultado de una mayor diferenciación entre los estratos de la sociedad hohokam. El desarrollo de la actividad artesanal pudo tener como consecuencia una elevación del estatus social de los artesanos. 
Durante este período se construyeron plataformas similares a los basamentos piramidales de Mesoamérica en algunas localidades hohokam, lo que revela una continuidad en la relación entre los pueblos oasisamericanos y mesoamericanos. Las plataformas hohokam pudieron estar asociadas con el desarrollo de una élite religiosa y debieron tener una función ritual. También es significativa la presencia en el área hohokam de ciertos artículos procedentes del área nuclear mesoamericana, como cascabeles de cobre, mosaicos, espejos de obsidiana, y aves de ornato como la guacamaya.

### Período Clásico (siglo XII-1400/1450)

#### Fase Soho (1150-1300)
La fase Soho se caracteriza por una pequeña contracción demográfica en el valle del Gila. Algunos eventos externos pudieron desembocar en una mayor centralización de las comunidades hohokam. Los asentamientos de mediano y gran tamaño concentraron a una mayor población, y alrededor de algunos de ellos se construyeron murallas perimetrales. Al tiempo de la contracción demográfica, también hubo una ligera disminución en la actividad agrícola en los pueblos-ranchería. El sistema de irrigación comenzó a reducirse en el número de canales, pero los que estaban en servicio eran mayores que en las fases anteriores. Es probable que los pueblos hohokam se hayan reorganizado en ligas regionales con autoridades superiores que controlaban varios asentamientos. Los edificios del tipo Casa grande como los preservados en Casa Grande (Arizona) son característicos de los pueblos de gran envergadura. Estos edificios de piedra o adobe probablemente fueron destinados para la vivienda de la élite política y religiosa de los hohokam. También parece probable que hayan estado alineados con puntos notables de observación astronómica. El comercio con Mesoamérica se redujo al tiempo que hubo un crecimiento del intercambio con los anasazi y los mogollones.

#### Fase Civano (1300-1400/1450)

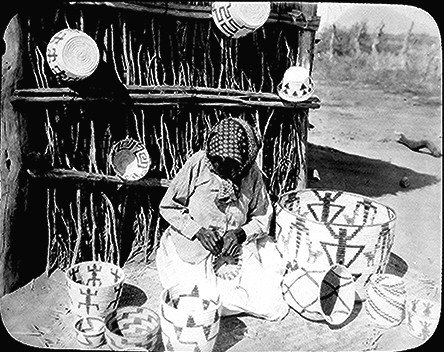
Mujer pápago tejiendo una canasta. Se supone que pápagos y pimas son descendientes de los portadores de la cultura hohokam.

Entre los años 1350 y 1450, la cultura hohokam perdió cohesión interna gradualmente, y varios sitios ocupados por sus portadores fueron abandonados. Este hecho parece asociado con la pérdida de la capacidad productiva de la agricultura, que ya no permitía la subsistencia de grandes poblaciones humanas en el desierto de Sonora. El declive de la actividad agrícola está asociado con el agotamiento del agua disponible para la irrigación, derivados por un descenso en el caudal del río Gila por largos períodos. Ante esta situación ecológica, los hohokam rediseñaron la red de canales de riego para captar un mayor porcentaje del flujo hidrológico, lo que requirió de una mayor centralización y control político para someter a las clases trabajadoras. Cerca del año 1355, nuevas catástrofes ecológicas parecieron dar al traste con la autoridad altamente centralizada de la fase Civano. 
Entre 1355 y 1450, los hohokam abandonaron sus principales asentamientos y los sistemas de irrigación. Algunos grupos migraron al desierto, y otros parecen haber buscado refugio en otras zonas, especialmente el área anasazi y la cuenca alta del Gila, donde fundaron pequeños asentamientos agrícolas. A la llegada de los españoles en el siglo XVI, estos poblados estaban ocupados por pueblos de habla pima, que son considerados descendientes de los portadores de la cultura hohokam.